# Rafał Praga

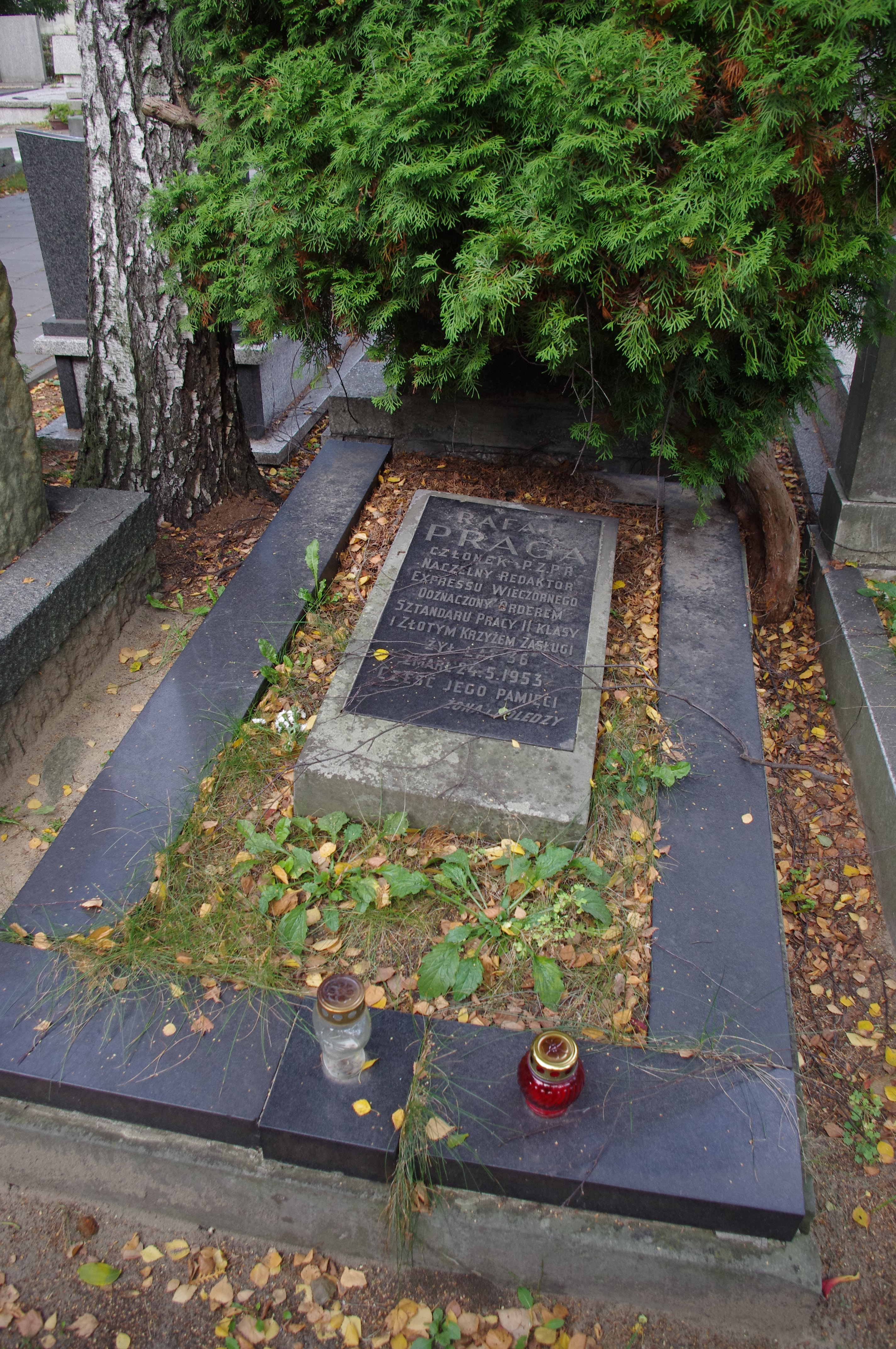
Grób Rafała Pragi na Cmentarzu Wojskowym na Powązkach

Rafał Praga (ur. 29 grudnia 1916 w Łodzi, zm. 24 maja 1953 w Warszawie) – polski dziennikarz, poseł na Sejm Ustawodawczy. 

## Życiorys
Syn Leona. Przed 1939 był dziennikarzem Zespołu Czasopism PPS, kierowanego przez Zygmunta Zarembę. W okresie okupacji był w redakcji podziemnego dziennika „Demokrata” oraz pisma „Wolność” Organizacji Socjalistyczno-Niepodległościowej „Wolność”. Uczestniczył w powstaniu warszawskim. W trakcie powstania redagował i wydawał od początku sierpnia do 29 września 1944 na Powiślu, a następnie Śródmieściu codzienne pismo ilustrowane „Demokrata”. Po powstaniu został osadzony przez Niemców w obozie jenieckim w Murnau, gdzie przebywał pod zmienionym nazwiskiem. We wrześniu 1945 powrócił do kraju. 
Przystąpił do „lubelskiej” PPS. Od 25 sierpnia 1946 do 14 grudnia 1948 był członkiem Rady Naczelnej. W 1946 został założycielem i redaktorem naczelnym Expressu Wieczornego. Był też autorem scenariuszy filmowych. Sprawował mandat posła na Sejm Ustawodawczy (1947–1952) – do 1948 z ramienia PPS.
Zmarł w czasie imprezy „Expressu” na kortach Legii. Został pochowany na Cmentarzu Wojskowym na Powązkach w Warszawie (kwatera A2-10-17).
Uchwałą Rady Państwa z 26 maja 1953 został pośmiertnie odznaczony Orderem Sztandaru Pracy II klasy za wybitne zasługi w dziedzinie prasy dziennikarstwa.